# 戦国異聞録KAMUI
戦国異聞録KAMUI（せんごくいぶんろく かむい）は霧岳朔夜とスタジオ因果横暴が製作した日本の戦国時代をモチーフにしたファンタジー物のテーブルトークRPG（TRPG)。2009年にホビージャパンからB5判書籍にて発売された。

## 概要
武将たちが群雄割拠する戦国時代を舞台に、世界を黄泉に沈めようとする魔将の勢力と戦う伝奇もののTRPG。プレイヤーキャラクター（PC）は"闇祓い"と呼ばれる退魔師となり、"神威"（かむい）と呼ばれる超常能力を使って魔物と戦う。

## システム

### キャラクターメイキング
プレイヤーキャラクターの作成方法はクラス制の形態に属する。
夜刀神、鬼忍、切支丹、傾奇者などの「生き様」（キャラクタークラスに相当する）の中から二つを選択し、それによりキャラクターの能力値と習得できる特技が決定される。生き様の一覧については後述する。選んだ生き様により、キャラクターの能力値および技能値が変化し、取得可能な「術技」と呼ばれる特殊能力のリストが決定される。
また、キャラクターがシナリオ中にごくわずかな回数だけ使える必殺技（一種のヒーローポイント）である神威（かむい）もクラスの選択によって決定される。

### 行為判定
行為判定は個数カウントに属する。行為判定に使用される能力値と技能値の合計と同じ数だけの六面体ダイスを振り、ゲームマスター(GM)が指定した目標値以上の出目が出たサイコロの数を数える。この数がGMが指定した行為判定の難易度以上ならば、判定は成功と見なされる。

### シナリオの進行
シナリオの進行にはシーン制が採用されており、1本のシナリオは小説の章立てのように数個に区切られている。
PCたちはその区切りに至るたびに「絆」と呼ばれるポイントを獲得する。

### 絆
PCは所有している絆を消費することで、シナリオ中に登場した他者（PCもしくはNPC）となんらかの人間関係を結べる。絆を結んだ相手に対しては、相手を庇ったり、後述する「連撃」を行ったりと、特殊なことができるようになる。また、相手がNPCならば資金や人材などを提供してもらうこともできる

### 戦闘
戦闘は対抗判定の形で行われ、攻撃側と防御側で関連する能力を使った行為判定を行い、攻撃側の行為判定の達成値（難易度以上の出目が出たサイコロの個数）が防御側の達成値を上回れば攻撃は成功となる。
PCのヒットポイントにあたる能力として、「耐久力」と「生命力」という二つのポイントが用意されている。戦闘でダメージを受けるとまず耐久力が減らされるが、耐久力が0になっても倒れることはない。その状態でさらにダメージを受けると今度は生命力が減らされ、これが0になるとPCは死亡する。
絆を結んでる相手とは「連撃」と呼ばれる合体攻撃が可能で、連撃を行うと敵に与えるダメージが連撃の参加人数だけ倍加する。

### 士気と気力
ゲーム中にPCパーティーが共有するポイントが「士気」である。士気は行為判定が成功したり神威を使用するたびに上昇していく。
全てのPCはいつでも士気を「気力」に変換することができる。気力はそのPC個人の能力を成長させることができるポイントで、他のゲームでいう経験点に相当する。つまりこのゲームでは好きなタイミングで成長を行うことができる。気力として取り出された分だけ士気は減少するため、仲間同士でどのように配分していくかが戦略の要となる。

## 世界設定
このゲームの舞台は、史実の戦国時代をモデルとしたパラレルワールドとして描かれている。この世界では、太古の時代にイザナミが放った呪いが乱世の時代に活発化し、日本全土に怪異が広まっており、それに対抗するため帝直属の退魔機関"狩魔"（かるま）が結成された。PCたちは基本的には狩魔の構成員もしくは協力者という立場となる。
歴史上に名を残す戦国大名や武将たちも本作の世界観にあわせて独自の設定がされている。黄泉の勢力に与した魔将（武田信玄、松本久秀、毛利元就など）もいれば、狩魔側に協力する者たち（上杉謙信、伊達政宗、長宗我部元親など）もいる。

## 作品一覧
- 戦国異聞録KAMUI TRPGルールブック
  - 基本ルールブック。2009年にホビージャパンより書籍判にて発売。ISBN 978-4894258891
- 戦国異聞録 KAMUI リプレイ 王虎を討つ者
  - リプレイ。2009年にホビージャパンより書籍判にて発売。追加データも掲載されている。ISBN 978-4894259225